# Cazaux-Villecomtal
 Cazaux-Villecomtal  là một xã thuộc tỉnh Gers trong vùng Occitanie tây nam nước Pháp. Xã này có độ cao trung bình 247 mét trên mực nước biển.